# Futschöl Pass
Futschöl Pass är ett bergspass i Österrike, på gränsen till Schweiz. Det ligger i den västra delen av landet, 500 km väster om huvudstaden Wien. Futschöl Pass ligger 2 767 meter över havet.
Terrängen runt Futschöl Pass är bergig söderut, men norrut är den kuperad. Runt Futschöl Pass är det glesbefolkat, med 8 invånare per kvadratkilometer.. Närmaste större samhälle är Ischgl, 17,3 km norr om Futschöl Pass. 
Trakten runt Futschöl Pass består i huvudsak av gräsmarker.